# Distretto di Madaripur
Il distretto di Madaripur è un distretto del Bangladesh situato nella divisione di Dacca. Si estende su una superficie di 1.144,96 km² e conta una popolazione di 1.165.952 abitanti (dato censimento 2011).

## Suddivisioni amministrative
Il distretto si suddivide nei seguenti sottodistretti (upazila):
- Madaripur Sadar
- Kalkini
- Rajoir
- Shibchar